# Plooivlieswaaiertje
Het plooivlieswaaiertje (Plicaturopsis crispa, synoniem: Plicatura crispa) is een schimmel die behoort tot de familie Amylocorticiaceae. Deze saprotrofe plaatjesloze vlieszwam groeit in bossen en parken op voedselrijke, vochtige bodems op dode stammen en takken van allerlei loofbomen en struiken. 

## Classificatie
De wetenschappelijke naam werd als Cantharellus crispus in 1794 gepubliceerd door Christiaan Hendrik Persoon. In 1964 werd de soort door D.A. Reid in het geslacht Plicaturopsis geplaatst. De familie van het geslacht is nog niet duidelijk hetgeen als incertae sedis wordt gemarkeerd.

## Kenmerken

### Uiterlijke kenmerken
De zwam heeft schelp- of waaiervormige golvende hoedjes met een doorsnede van 1 tot 2 cm. De bovenkant ziet er viltig uit met concentrische gebieden die wittig tot oker- of roodbruin zijn gekleurd. De hoedjes hebben een gewelfd zijaanzicht en een gelobde, ingerolde rand. De hoed is soms steelvormig versmald gehecht aan het substraat. De onderkant van de zwam bestaat uit radiaal verlopende geribbelde plooien. Als ze vers zijn, zijn de vruchtlichamen zacht en buigzaam.
De sporenprint is wit.

### Microscopische kenmerken
Het heeft een monomitisch hyfensysteem. De hyfen zijn hyaliene en hebben verbogen septen. De basidia zijn smal knotvormig, ook hyaliene en gerangschikt in een dichte palissade. De sporen zijn eveneens hyaliene, zeer klein, allantoïde, glad en dunwandig. Ze reageren zwak tot duidelijk amyloïde en acyaanofiel.

## Verspreiding
Wereldwijd komt de soort voor in heel Europa, Noord-Amerika (onder andere in Alaska en Quebec) en Azië (China en Japan). In Nederland werd het plooivlieswaaiertje voor het eerst waargenomen in 1989. In de decennia daarna werd de zwam vooral op de zandgronden algemeen. Deze toename wordt toegeschreven aan de klimaatwijziging.

## Foto's

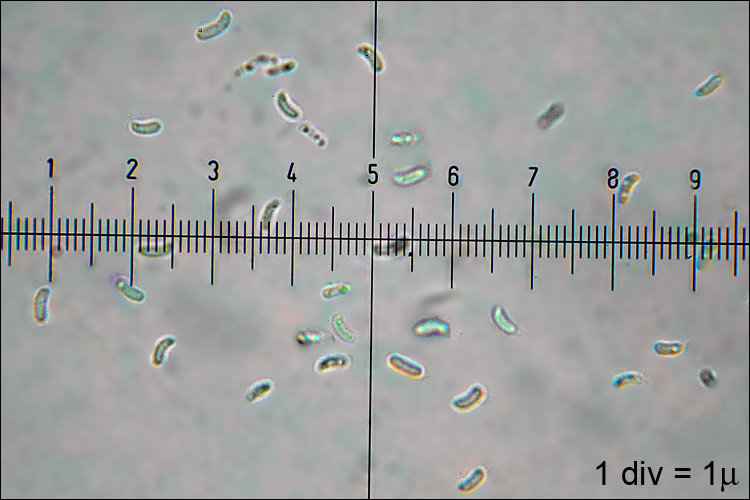
Sporen
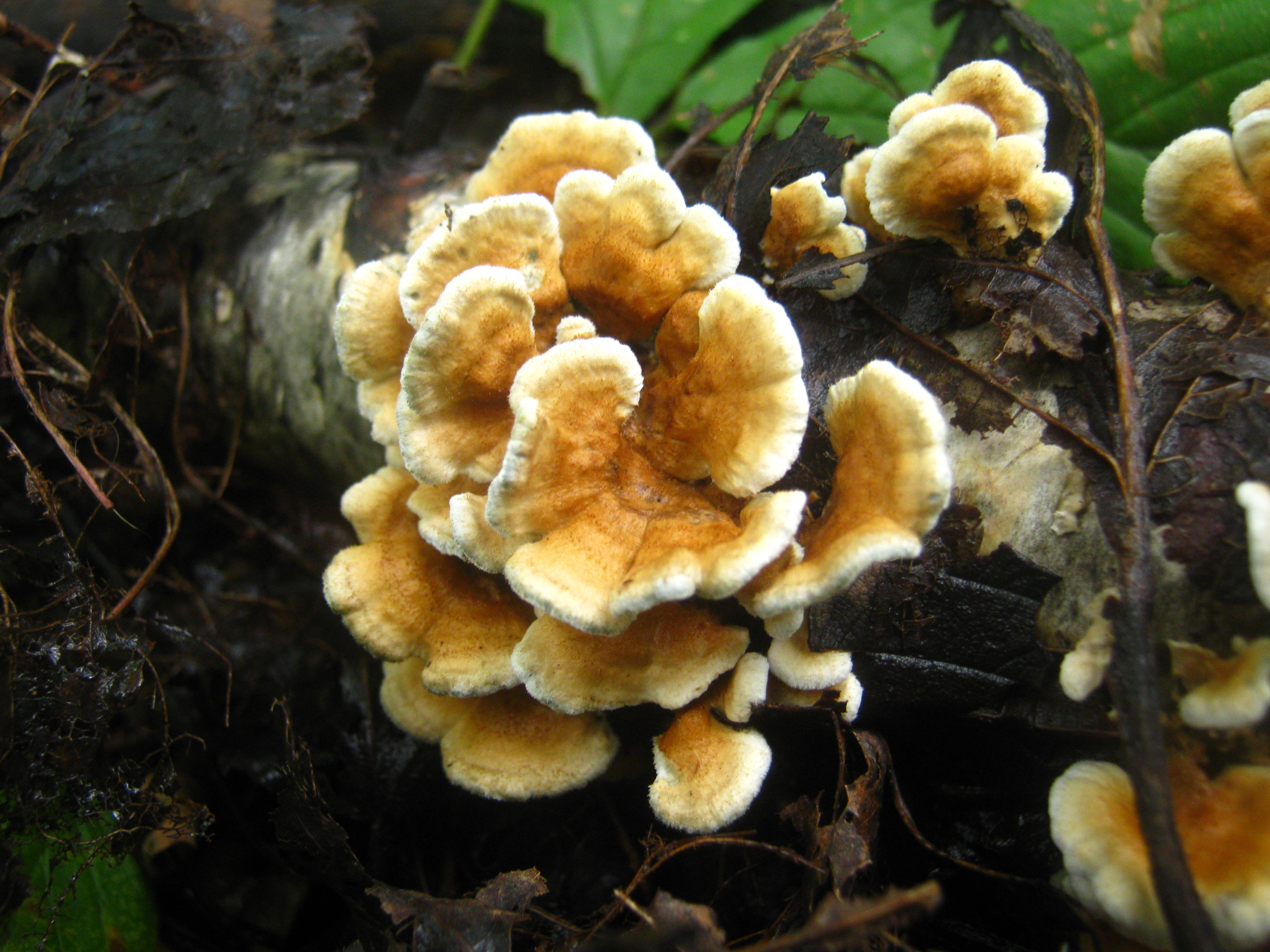
Bovenzijde
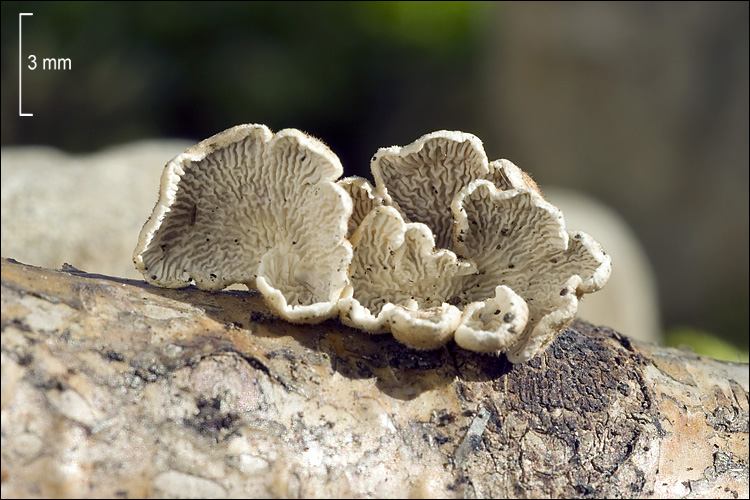
Onderzijde
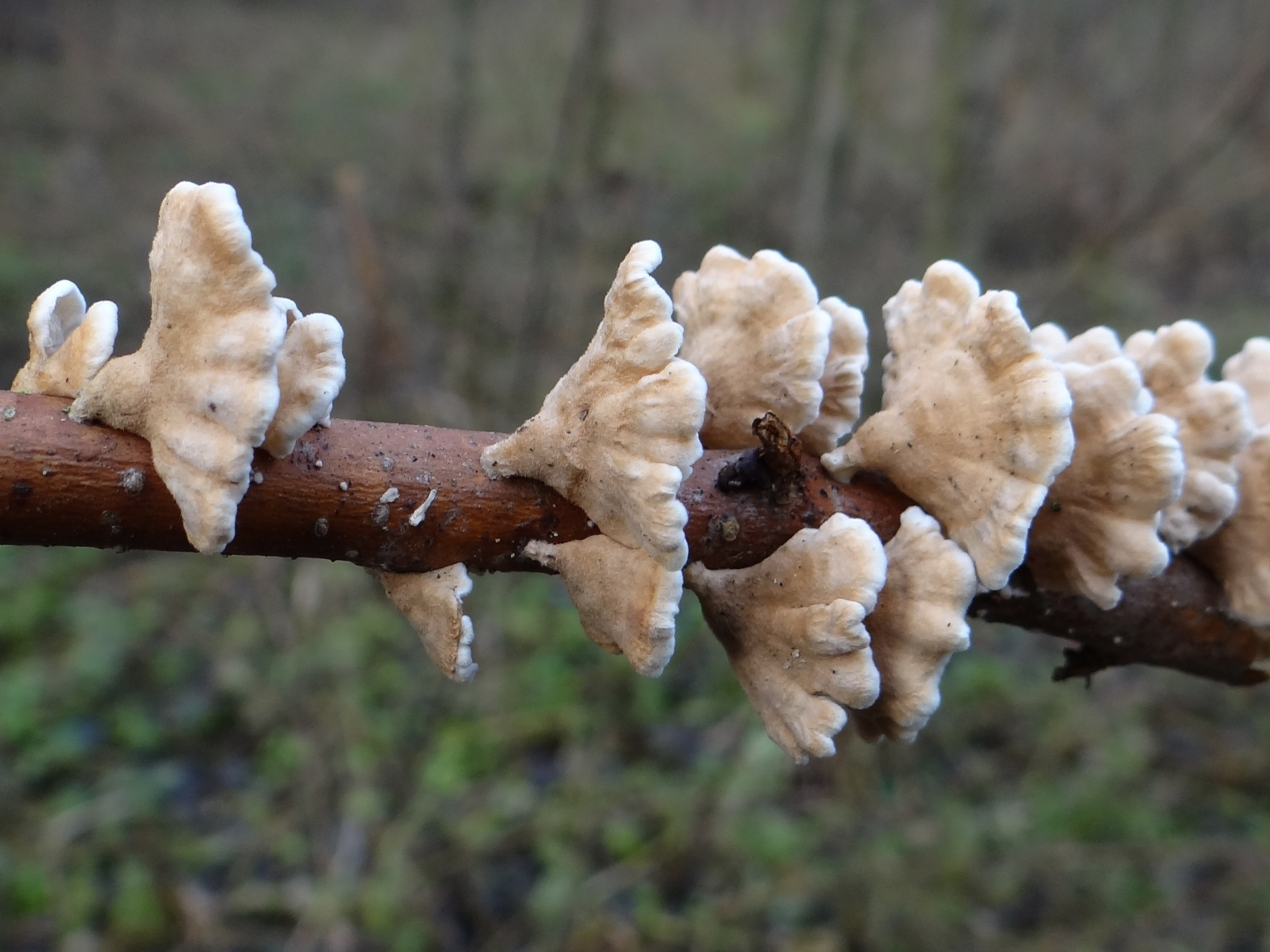
Bovenzijde
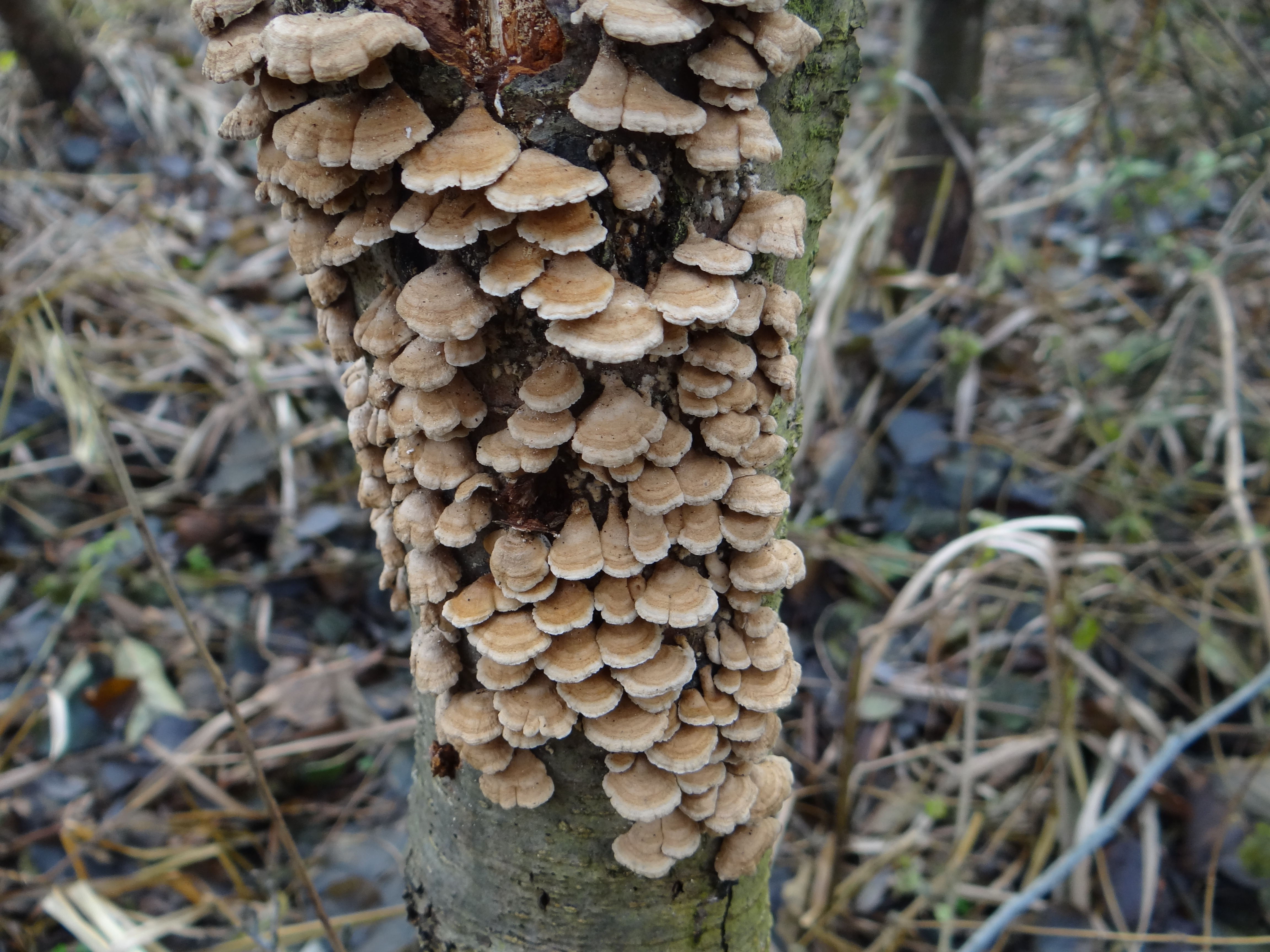
Groepje
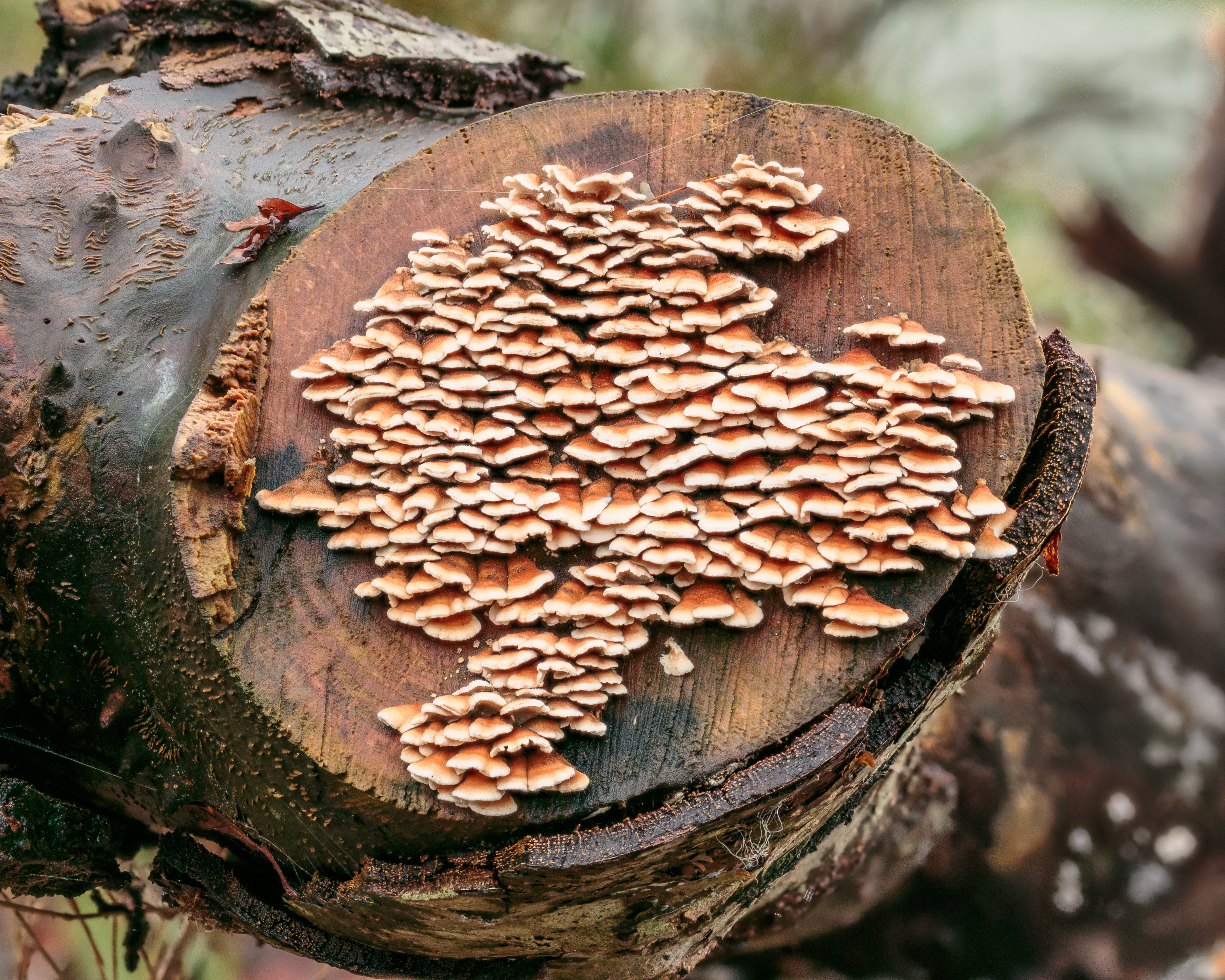
Groepje